# استركون

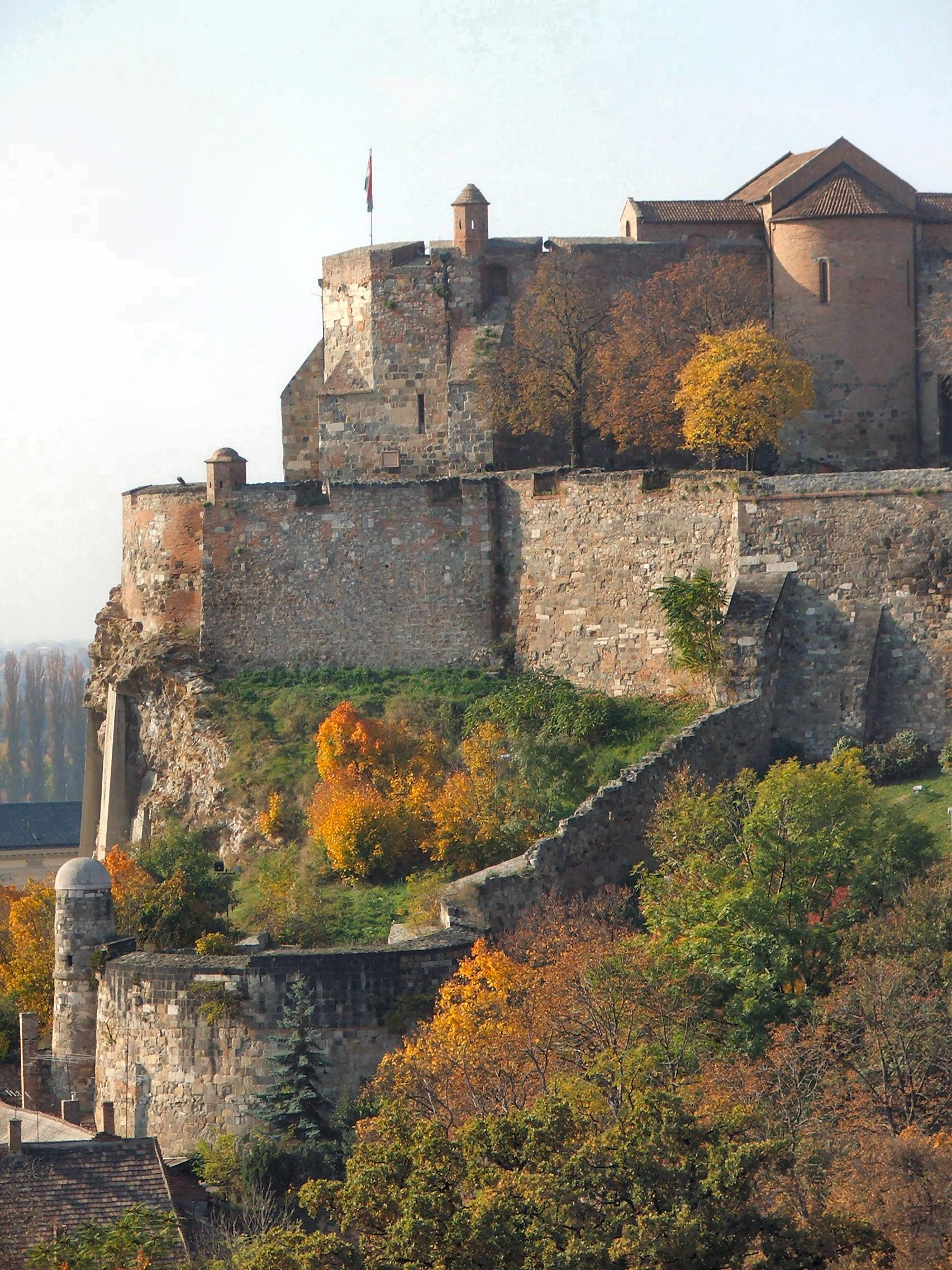
قلعة استركون.

استركون هي قلعة في شمال «بودين» بالمجر.
دخلت القلعة تحت حكم العثمانيين سنة 1529 م أثناء توجه السلطان سليمان لفتح فيينا، ثم سقطت من يدهم سنة 1531 م، ثم أعيد فتحها من جديد سنة 1543 م. وقد خرجت من يد العثمانيين نهائيا سنة 1683 م.